# アイスホッケー女子韓国代表
アイスホッケー女子韓国代表（アイスホッケーじょしかんこくだいひょう）は、オリンピックを始めとするアイスホッケーの国際大会に出場する大韓アイスホッケー協会による女子ナショナルチームである。

## 主な成績

### オリンピック
2014年ソチオリンピックまで、韓国女子代表は冬季オリンピックに出場した経験はなかった。国際大会で実績のない韓国に対しては、国際アイスホッケー連盟（IIHF）内に2018年平昌オリンピックへ開催国としての出場権を付与することに慎重な意見もあったが、韓国協会が作成した強化4年計画を国際オリンピック委員会（IOC）およびIIHFが検討した結果、2014年9月19日に開催されたIIHF総会で韓国（男女とも）に五輪出場権が与えられることが決定した。
平昌オリンピック開幕直前の2018年1月9日、それまでオリンピック参加の態度を表明していなかった北朝鮮が参加を表明した。同月17日には、両国の次官級実務会談にてアイスホッケー競技で韓国・北朝鮮合同チームの結成が政治主導で決定した。韓国代表のアメリカ人コーチであるサラ・マレーも、開幕直前の合同チーム結成に懸念を示したがチームは韓国代表をベースとし、そこに特例として北朝鮮の選手が加わり既定の選手数を上回る形で結成された。競技結果は予選リーグ3戦および順位決定戦2試合ともに敗れ、8チーム中8位に終わった。（2018年平昌オリンピックの南北合同チーム選手団も参照されたい。）

### 世界選手権
2004年大会で初出場。2014年大会までの最高成績はディヴィジョンIIA3位（全体24位）である。
- 2004年 - ディビジョンIII　6位（IVに降格）
- 2005年 - ディビジョンIV 1位（IIIに昇格）
- 2007年 - ディビジョンIII 5位
- 2008年 - ディビジョンIII　6位（IVに降格）
- 2009年 - ディビジョンIV　キャンセル
- 2011年 - ディビジョンIV　2位
- 2012年 - ディビジョンIIB　3位（ディヴィジョン名称変更）
- 2013年 - ディビジョンIIB 1位（IIAに昇格）
- 2014年 – ディビジョンIIA 3位

### アジア冬季競技大会
初出場時から2011年大会まで勝利が無かったが、2017年大会で初出場したタイ及び香港から勝利をあげた。
- 1999年 - 4位（4チーム中）
- 2003年 - 5位（5チーム中）
- 2007年 - 5位（5チーム中）
- 2011年 - 5位（5チーム中）
- 2017年 - 4位（6チーム中）

KOR
1. 0,0,3 2-57
2. 0,0,4 1-80
3. 0,0,4 0-68
4. 0,0,4 1-37
5. 2,1,2 36-6